# Feria Regional de El Bolsón

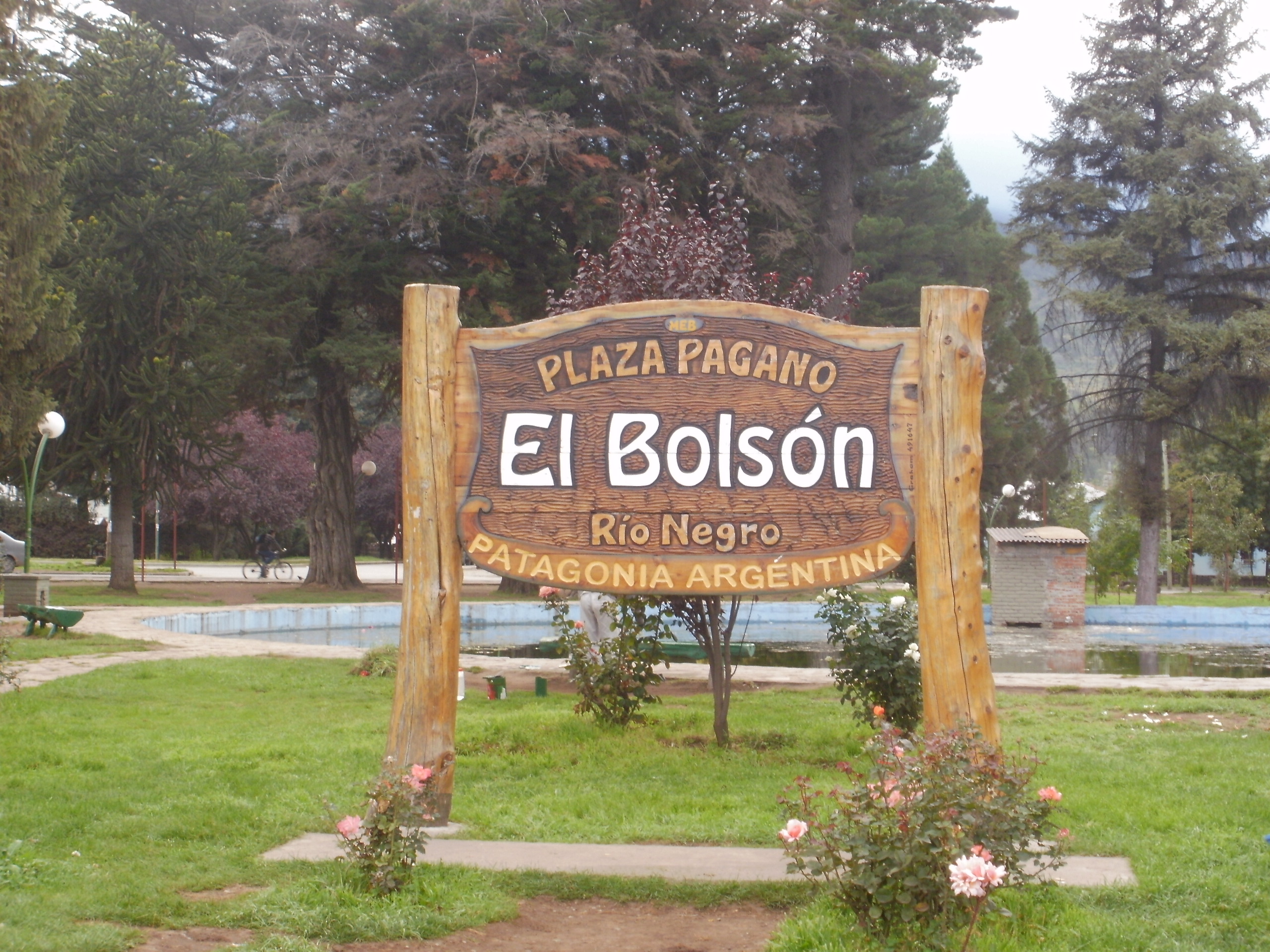
Plaza Pagano, donde se realiza la feria.

La Feria Regional de El Bolsón es una feria de artesanías y comida casera que se organiza en la localidad argentina de El Bolsón, Provincia de Río Negro desde la década de 1970. Es un atractivo turístico de la zona, en el que confluyen principalmente artesanos, junto a pequeños productores locales. Se realiza en la Plaza Pagano, en el centro de la ciudad. 
En 2019 la feria cumplió 40 años y daba trabajo a 500 familias.
La Feria cuenta actualmente con más de 500 artesanos y productores de El Bolsón y toda la Comarca Andina: Lago Puelo, El Hoyo, Epuyén, Cholila y El Maitén.